# وسیگبرو
وسیگبرو (به سوئدی: Vessigebro) یک سکونتگاه مسکونی در سوئد است که در Falkenberg Municipality واقع شده‌است.

## خصوصیات
وسیگبرو ۱٫۰۳ کیلومترمربع مساحت و ۷۴۰ نفر جمعیت دارد.